# کوسیچ (بلا تسرکوا)
کوسیچ (به صربی: Kusić) یک منطقهٔ مسکونی در صربستان است که در Bela Crkva municipality واقع شده‌است. کوسیچ ۱٬۳۶۱ نفر جمعیت دارد و ۸۴ متر بالاتر از سطح دریا واقع شده‌است.